# Thomas Gore

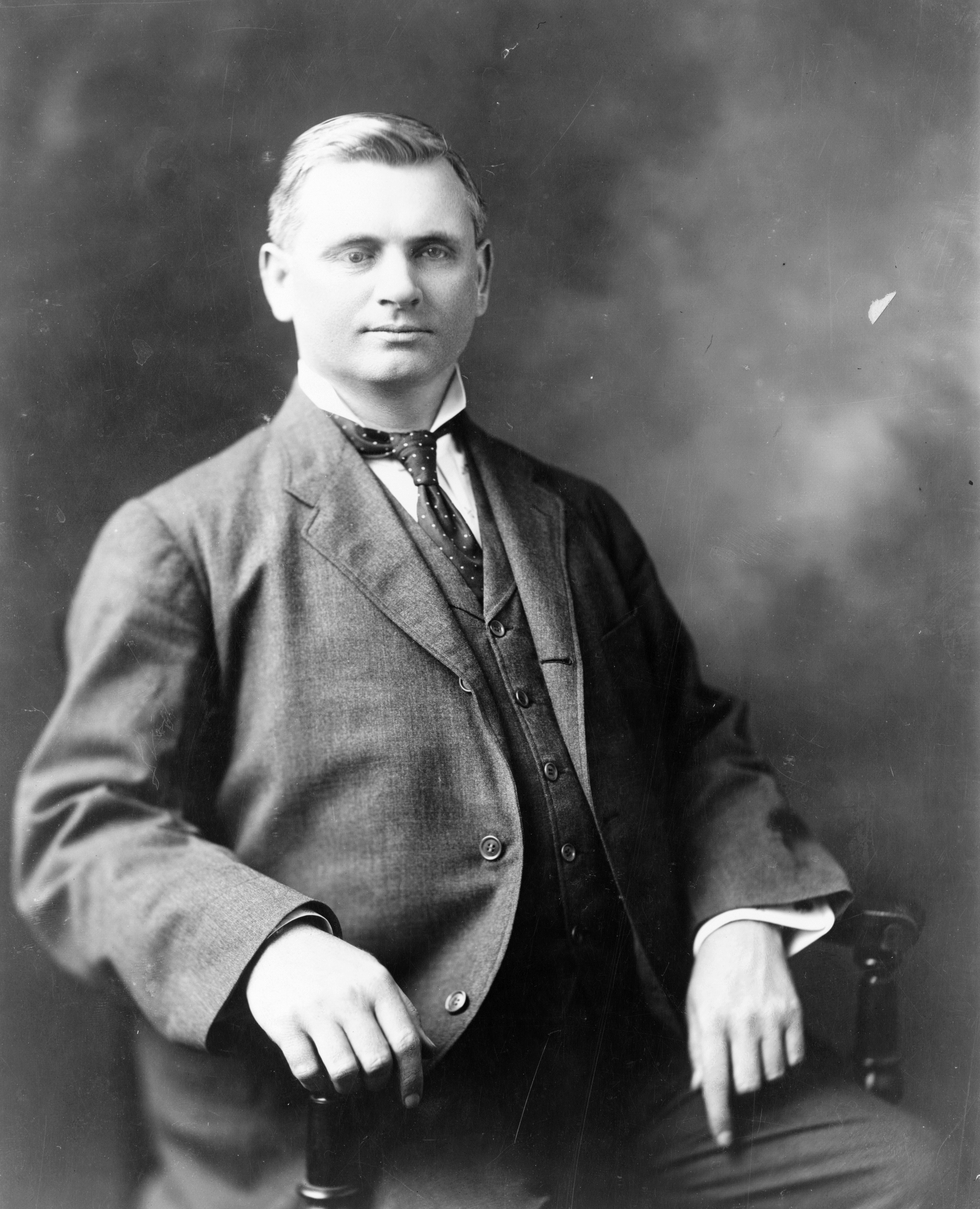
Thomas Pryor Gore

Thomas Pryor Gore (* 10. Dezember 1870 im Webster County, Mississippi; † 16. März 1949 in Washington, D.C.) war ein US-amerikanischer Politiker.

## Biografie

### Frühes Leben
Durch einen Unfall verlor Gore im Kindesalter sein Augenlicht und schrieb später als erster blinder Senator der Vereinigten Staaten Geschichte. Trotz der Erblindung ging Gore seinen Weg und machte 1890 seinen Schulabschluss in Walthall (Mississippi).
Um sich das Studium an der Cumberland University von Tennessee zu finanzieren, arbeitete er von 1890 bis 1891 als Aushilfslehrer an einer Grundschule. 1892, nach seinem Abschluss des Studiums in Rechtswissenschaften, eröffnete er eine Kanzlei in Walthall.
1895 zog Gore nach Corsicana (Texas), wo er 1898 erfolglos für die Populist Party für einen Sitz im US-Repräsentantenhaus kandidierte. Um die Jahrhundertwende siedelte Gore nach Lawton im Oklahoma-Territorium um, wo er ebenfalls in seinem Beruf als Anwalt tätig war.

### Politische Karriere
Gore saß von 1903 bis 1905 im Territorialrat von Oklahoma, und wurde, nachdem Oklahoma im Jahr 1907 ein Bundesstaat der Vereinigten Staaten geworden war, für die Demokratische Partei zum Senator gewählt, eine Funktion, die er vom 11. Dezember 1907 bis zum 3. März 1921 ausübte.
Während seiner Zeit im Senat saß Gore in folgenden Gremien und Komitees:
- 1911–1912: Komitee für den Straßenbau und das Eisenbahnwesen
- 1913–1918: Komitee für Landwirtschaft und das Forstwesen
- 1919–1920: Komitee für die Finanzkontrolle des Justizministeriums

1913 wurde er von Präsident Woodrow Wilson zum Mitarbeiter jener Kommission bestellt, die in Europa landwirtschaftliche Beziehungen zu den USA aufbauen sollte, und so den Austausch von Waren regeln sollte. Gore fungierte von 1912 bis 1916 zudem als Mitglied im Democratic National Committee.
Im Jahr 1930, nach neun Jahren Abwesenheit, wurde Gore erneut in den Senat gewählt und trat sein Amt am 4. März 1931 an. Dieses Mal jedoch konnte er nur eine Amtszeit seinen Sitz verteidigen und amtierte bis zum 3. Januar 1937. Während seiner zweiten Regierungsperiode saß er von 1933 bis 1936 im Komitee für Interozeanische Beziehungen, das später in das United States Senate Committee on Commerce, Science and Transportation umbenannt wurde.

### Spätes Leben
Nach seinem Ausscheiden aus dem Senat eröffnete Gore in Washington eine Anwaltskanzlei, die er bis zu seinem Tod im Alter von 78 Jahren führte.

### Familie
1900 heiratete Gore Nina Belle Kay, die Tochter eines Texanischen Farmers. Sie hatten zwei Kinder, Nina Gore und Thomas Notley Gore. Nina Gore heiratete 1922 den Luftfahrtpionier und ehemaligen Zehnkämpfer Eugene Vidal; die Ehe wurde 1935 geschieden. Sie ist die Mutter des Schriftstellers Gore Vidal, der somit Thomas Gores Enkelsohn ist.